# Island i Eurovision Song Contest 2006
Söngvakeppni Sjónvarpsins 2006 var den isländska uttagningen till Eurovision Song Contest 2006. I tävlingen var det 24 bidrag som tävlade om att få representera Island i Aten, Grekland varav femton fick komma till finalen. Låten som vann var Silvía Nótts "Til Hamingju Ísland", tvåa och trea blev Regína Ósk respektive Friðrik Ómar.
Den första semifinalen hölls den 21 januari, den andra den 28 januari och slutligen den tredje den 4 februari. Finalen hölls den 18 februari i huvudstaden Reykjavik.

## Finalen
1. Silvía Nótt - Til Hamingju Ísland
2. Regína Ósk - Þér Við Hlið
3. Friðrik Ómar - Það Sem Verður

- Ardís Olöf - Eldur Nýr
- Birgitta Haukdal - Mynd Af Þér
- Bjartmar Þórðarson - Á Ég?
- Davíð Olgeirs - Strengjadans
- Dísella - Útópía
- Edgar Smári Atlason och Þóra Gísladóttir - Stundin - Staðurinn
- Guðrún Árný - Andvaka
- Heiða - 100% Hamingja
- Magni & Magnararnir - Flottur Karl, Sæmi Rokk
- Matthías Matthíasson - Sést Það Ekki Á Mér?
- Rúna G. Stefánsdóttir och Brynjar Már Valdimarsson - 100%
- Sigurjón Brink - Hjartaþrá